# 富山市立鵜坂小学校
富山市立鵜坂小学校（とやましりつ うさかしょうがっこう）は富山県富山市にある公立小学校。

## 沿革
- 1873年 - 分田小学校、轡田小学校創立[2]。
- 1878年 - 分田小学校が博隆小学校に、轡田小学校が近地小学校と改称[3]。
- 1889年10月 - 両校が合併し、鵜坂小学校となる[3]。
- 1892年10月 - 鵜坂尋常小学校と改称[3]。
- 1911年4月 - 現在地に移転[3]。
- 1915年4月 - 高等科を併置し、鵜坂尋常高等小学校に改称[3]。
- 1941年4月 - 鵜坂国民学校と改称[3]。
- 1942年 - 婦中町立となる[2]。
- 1947年4月 - 鵜坂小学校と改称[3]。
- 1951年8月 - 講堂（283坪）落成、校歌制定[3]。
- 1955年7月 - 木造校舎を新築[3][4]。
- 1963年7月 - 創校90周年記念事業としてプールを建設[3]（1981年8月に改築[5]）。
- 1986年 - 婦中町（当時）が改築計画を策定。その後地元から細かい陳情などで計画が二転三転する[6]。
- 1988年
  - 9月18日 - 校舎ありがとう集会を開催。旧校舎は翌月解体され[6]、生徒はプレハブ校舎、特別教室および体育館の残り部分で授業を継続する[6][4]。
  - 10月 - 旧校舎のすぐ横にて新校舎の建設に着手[4]。
- 1989年
  - 7月21日 - 新校舎完成に伴い、引っ越し作業を実施[4]。
  - 9月 - 鉄筋コンクリート3階建て延床面積約4,700m2の校舎が完成。2学期より児童が新校舎にて授業開始[7]。
- 1990年12月28日 - 体育館（鉄筋コンクリート造一部3階建て延床面積約2,300m2）完成に伴い、同日に完成記念の式典が開催された。総事業費は11億7千万円[7]。
- 2016年 - 生徒の案よりイメージキャラクター鵜（う）をモチーフにした雌の「うーちゃん」と雄の「かいくん」が誕生。翌2017年5月12日には着ぐるみのお披露目会が行われた[8]。
- 2023年 - 創立150周年を迎える。

## 通学区域
婦中町下轡田、婦中町上轡田、婦中町塚原、婦中町分田、婦中町鵜坂、婦中町羽根新、婦中町田島、婦中町上田島、婦中町東本郷、婦中町西本郷、婦中町宮ヶ島、婦中町宮ヶ島団地、婦中町下坂倉、婦中町雇用促進下坂倉、婦中町島本郷、婦中町希望ヶ丘、婦中町パークタウン西本郷、婦中町雇用促進西本郷、婦中町夢ヶ丘

## 進学先
- 富山市立速星中学校

## 周辺
- 富山県中央自動車学校